# Daouché
Daouché est une localité et une commune rurale du Niger, département de Kantché, région de Zinder.

## Géographie
La localité de Daouché est située à 27 km au sud-ouest du chef-lieu départemental Kantché. 
|        | Kantché |          |
| Korgom | Daouché | Matamèye |
|        | Tsaouni |          |

## Histoire
La commune rurale de Daouché instaurée en 2002, est issue du canton de Kantché.

## Population
Lors du recensement général de 2012, la population communale est relevée à 37 754 habitants, dont 3 885 habitants pour la localité principale.

## Localités
La commune s'étend sur 20 villages et 36 hameaux à l'ouest du département de Kantché.

## Services et infrastructures
- Centre de Santé Intégré (CSI) à Daouché, Daratchama[5].
- Collège d'enseignement général (CEG) et Centre de formation des métiers (CFM) à Daouché.